# Päivi Räsänen
Päivi Maria Räsänen, född Kuvaja den 19 december 1959 i Sonkajärvi, är en finländsk politiker och läkare. Räsänen är stadsfullmäktig i Riihimäki sedan 1993 och riksdagsledamot sedan 1995. Hon var Kristdemokraternas partiordförande 2004–2015 och Finlands inrikesminister 2011–2015. Hon är gift med teologie doktor Niilo Räsänen och har fem barn. 
År 2009 motsatte Räsänen sig ett lagförslag som skulle ge par av samma kön adoptionsrätt, och 2010 uppmärksammades ett uttalande av Räsänen om homosexualitet som lär ha fått tiotusentals finländare att lämna Evangelisk-lutherska kyrkan i Finland via webbplatsen eroakirkosta.fi veckan efter uttalandet.
Den 18 juni 2011 tillträdde Räsänen som inrikesminister i Jyrki Katainens regering. Hon hade även ansvar för kyrkofrågorna, vilka hör under undervisnings- och kulturministeriet. 2012 var hon folkbokförd i Riihimäki.

## Utmärkelser
- Riddartecknet av I klass av Finlands Vita Ros’ orden,  6 december 2003[7]
- Kommendörstecknet av Finlands Vita Ros’ orden,  6 december 2014[7]

[Redigera Wikidata]